# Ken Adam
Ken Adam, właściwie sir Kenneth Hugo Adam (ur. 5 lutego 1921  w Berlinie, zm. 10 marca 2016 w Londynie) – brytyjski scenograf filmowy.

## Życiorys
Urodził się w Berlinie w rodzinie żydowskiej. Po dojściu Hitlera do władzy, rodzina przeniosła się w 1934 do Londynu. Adam miał wtedy 13 lat. Zmienił swoje imię z Klaus na Kenneth. 
Wraz ze swoim młodszym bratem Denisem Adamem był jednym z zaledwie trzech pilotów urodzonych w Niemczech, którzy służyli w RAFie podczas II wojny światowej. Po wojnie Adam studiował architekturę i poślubił Marię Letizię Moauro, z którą był razem aż do śmierci.
Zasłynął z pracy na planie filmów z Jamesem Bondem w latach 60. i 70. oraz z Doktora Strangelove (1964) Stanleya Kubricka. Dwukrotny laureat Oscara za najlepszą scenografię do filmów: Barry Lyndon (1975) Kubricka i Szaleństwo króla Jerzego (1994) Nicholasa Hytnera. Był pięciokrotnie nominowany do tej nagrody.
Członek jury konkursu głównego na 33. MFF w Cannes (1980) oraz na 49. MFF w Berlinie (1999).